# 레크리에이션

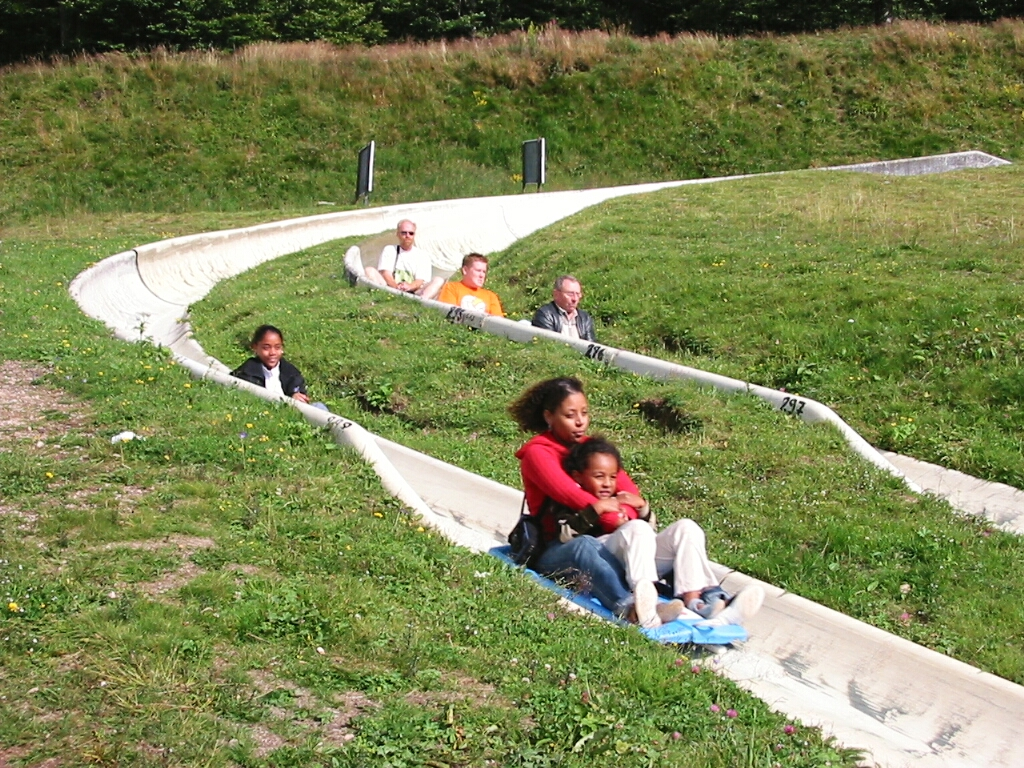
사람들이 프랑스의 보주에서 레크리에이션의 한 형식으로서의 여름 루지(스위스식의 1인용의 경주용 썰매)를 타고 있다.

레크리에이션(recreation) 또는 휴양(休養)은 한 사람의 몸과 마음의 기분을 상쾌하게 하는 방식으로 시간을 사용하는 것을 말한다. 여가가 엔터테인먼트나 휴식의 형식일 경우가 많은 반면, 레크리에이션은 참여자에게 적극적이면서도 기분을 푸는 방식이다. 기분 전환, 휴양, 보양, 장기자랑이라고도 한다.

## 용어
레크리에이션이라는 용어는 14세기 후반에 영어에서 처음으로 "병든 사람의 재충전 또는 치료"라는 의미로 처음 사용된 것으로 보이며 라틴어(re: "다시", creare: "만들다, 낳다")에서 기원한다.

## 형태
레크리에이션은 인간 생활의 필수적인 부분이며 개인의 이익뿐만 아니라 주변 사회 구성에 따라 자연스럽게 형성되는 다양한 형태를 발견한다. 레크리에이션 활동은 공동 또는 단독, 능동 또는 수동, 실외 또는 실내, 건강 또는 유해, 사회에 유용하거나 유해할 수 있다. 도박, 기분전환용 약물 사용 또는 비행 활동과 같은 일부 오락 활동은 사회적 규범과 법률을 위반할 수 있다. 일반적인 활동 목록은 거의 끝이 없을 수 있다.

## 예
- 놀이
- 파티
- 취미
- 컴퓨터 게임
- 여행, 관광
- 비디오 게임
- 요가
- 음악 듣기
- 운동
- 영화

## 같이 보기
- 오락
- 재미
- 취미
- 놀이
- 관광지